# Црква Свете Тројице у Дубравици
Црква Свете Тројице у Дубравици, насељеном месту на територији града Пожаревца, припада Епархији браничевској Српске православне цркве.